# 定霸小片
定霸小片（根据《中国语言地图集》、《汉语官话方言研究》）是冀鲁官话保唐片的一个分支，分布在河北省中部。该小片西邻冀鲁官话保唐片涞阜小片，北邻北京官话，东为冀鲁官话保唐片（有争议）天津小片，西南为冀鲁官话石济片，东南为冀鲁官话沧惠片。

## 特征
1. 阴平一般不读高平调。这是与蓟遵小片的主要区别。
2. 大多可以在轻声前区分阳去与阴去。
3. 儿化的前一字为开尾韵、u尾韵或ŋ尾韵时，多数地点“儿”自成音节。